# 新烏克蘭卡 (普里維利內市鎮)
47°33′16″N 32°12′37″E / 47.55444°N 32.21028°E
新烏克蘭卡（烏克蘭語：Новоукраїнка），是烏克蘭南部尼古拉耶夫州巴什坦卡區普里維利內市鎮内的村落。始建於1910年，面積0.4平方公里，海拔高度83米，2001年人口229，人口密度每平方公里572.5人。